# Núpafjallsendi
Núpafjallsendi är en bergstopp i republiken Island. Den ligger i regionen Suðurland, 200 km öster om huvudstaden Reykjavík. Toppen på Núpafjallsendi är 602 meter över havet.
Trakten runt Núpafjallsendi är nära nog obefolkad, med mindre än två invånare per kvadratkilometer. Det finns inga samhällen i närheten. Trakten runt Núpafjallsendi består i huvudsak av gräsmarker.